# 美崙駅

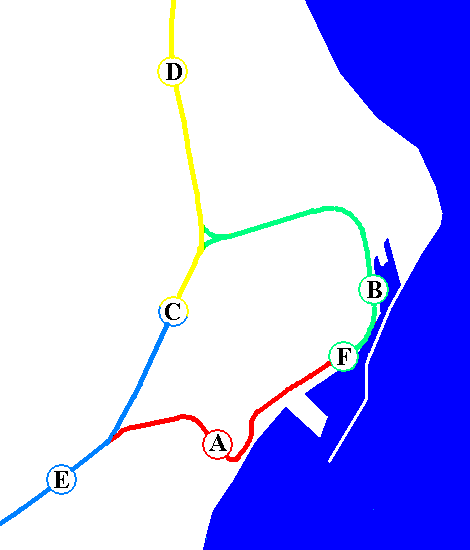
花蓮周辺駅・路線図
A: <旧>花蓮、B: 花蓮港、C: <現>花蓮、D: 北埔、E: 吉安、F: 美崙
（黄線：北迴線、藍線：台東線、緑線：花蓮臨港線、紅線：台東線（旧線）廃止区間

美崙駅（みろんえき）は台湾花蓮県花蓮市海岸路と民権八街の交差点付近にかつて存在した台湾鉄路管理局台東線（旧線）の駅。現在は「北濱自行車道」という自転車道になっている。

## 歴史
日本統治時代に近代港としての花蓮港築港竣工時に付近に存在していた漁村「鳥踏石（または鳥踏石仔）」に当駅が設置された。
- 1939年（昭和14年）9月20日 - 米侖（べいろん）特種停車場として旅客業務を開始[1][4]。
- 1952年5月1日 - 美崙に改称[1][4]。
- 1982年7月 - 花東線鐵路改軌による経路変更で廃止[1]。

廃止後は跡地に木造の東屋「米崙招呼站」が建てられている。

## 利用状況
| 年       | 年間     | 年間     | 年間     | 年間     | 1日平均  | 1日平均  |
| 年       | 乗車     | 下車     | 乗降計   | 出典     | 乗車     | 乗降計   |
| -------- | -------- | -------- | -------- | -------- | -------- | -------- |
| 1946     | 3,609    | 1,357    | 4,966    | [ 5 ]    | 10       | 14       |
| 資料なし |          |          |          |          |          |          |
| 1975     | 32,651   | 32,744   | 65,395   | [ 6 ]    | 89       | 179      |
| 1976     | 30,507   | 31,701   | 62,208   | [ 7 ]    | 83       | 170      |
| 1977     | 33,513   | 33,511   | 67,024   | [ 8 ]    | 92       | 184      |
| 1978     | 資料なし | 資料なし | 資料なし | 資料なし | 資料なし | 資料なし |
| 1979     | 資料なし | 資料なし | 資料なし | 資料なし | 資料なし | 資料なし |
| 1980     | 26,865   | 26,868   | 53,733   | [ 9 ]    | 73       | 147      |
| 1981     | 20,518   | 20,526   | 41,044   | [ 10 ]   | 56       | 112      |
| 1982     | 13095    | 13096    | 26,191   | [ 11 ]   | 74       | 148      |

## 立地

### 交通
- 花蓮駅から花蓮客運（中国語版）1123路（花蓮空港行き）、105路（七星潭（中国語版）行き）で「門諾醫院」下車。

### 駅周辺
- 花蓮港（中国語版）
- 江口良三郎紀念公園
- 美崙浜海公園
- 国立花蓮高級中学
- 曙光橋

## 隣の駅
台湾鉄路管理局
台東線（旧線）
花蓮港駅 - 美崙駅 - 新村駅